# Club MTV (Royaume-Uni et Irlande)
 (août 2025).
Club MTV (anciennement MTV Dance) est une chaîne de musique de dance, electro, club, rap et RnB qui diffuse 24 h/24, créée par Paramount Networks EMEAA.

## Historique
MTV Dance était d'abord diffusée seulement au Royaume Uni jusqu'au 7 mars 2008 où elle a remplacé MTV Base en Europe.
La chaîne avait donc été diffusée en France sur Free dès le 7 mars 2008 mais CanalSat ayant récupéré l'exclusivité des chaînes MTV, la chaîne n'est plus disponible depuis le 1er janvier 2009.
La chaîne est arrivée en Italie le 10 janvier 2011 sur le canal 707 de Sky en remplacement de la version italienne de MTV Pulse.
Le 29 octobre 2013, MTV a annoncé qu'elle travaillait avec Foxtel depuis début 2013 pour offrir plus de diversité sur la plate-forme Foxtel, car leurs deux chaînes consacrées à la musique actuelle MTV Classic et MTV Hits se battaient pour le même public que les chaînes Foxtel Networks MAX et [V] Hits respectivement. En tant que tel, il a été décidé que MTV Classic et MTV Hits cesseraient de diffuser sur la plate-forme Foxtel pour être remplacés par deux nouvelles chaînes MTV. La chaîne qui a remplacé MTV Classic était MTV Dance, une chaîne consacrée à la danse, au hip hop et à la musique R&B du monde entier - la première chaîne de MTV à être consacrée à trois genres musicaux différents.
Depuis le 27 mai 2014, MTV Hits, MTV Rocks, MTV Dance et VH1 ne diffusent plus aucune publicité et de téléachat en Europe hors Royaume-Uni et Irlande, la version pan-européenne ayant été lancée.
Le 23 mai 2018, MTV Dance est devenu Club MTV au Royaume-Uni.
La chaîne australienne est devenue Club MTV le 1er juillet 2020.
Au Royaume-Uni, la chaîne s'est arrêtée le 20 juillet 2020, en même temps que MTV Rocks, MTV OMG, MTV +1, MTV Music +1 et Comedy Central Extra +1.
Club MTV a été relancé au Royaume-Uni, le 14 avril 2025 en remplaçant MTV Hits,.

### Identité visuelle (logo)

Logo jusqu'au 1er mars 2010
Logo de MTV Dance jusqu'au 1er juillet 2011
Logo de MTV Dance du 1er juillet 2011 au 1er octobre 2013
Logo de MTV Dance du 1er octobre 2013 au 5 avril 2017
Logo de MTV Dance du 5 avril 2017 au 23 mai 2018
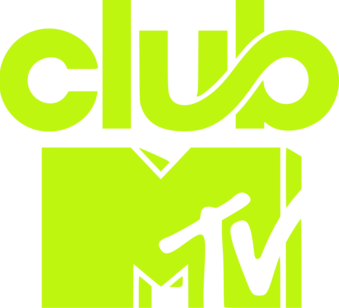
Logo de Club MTV du 23 mai 2018 au 20 juillet 2020
Logo de Club MTV depuis le 14 avril 2025

## Programmation
Club MTV est consacrée uniquement à la musique dance et électronique. Elle diffuse tous les genres avec entre autres de l'EDM, de l'électro, de la trance, de la techno, du dance-pop et de la house ainsi du rap et du RnB.
La chaîne propose des plages horaires consacrées à des thématiques précises :
- 100% Party Tunes (7h-13h et 19h-23h) : playlist normal.
- Reload! Club Classics (2 heures/jour) : playlist. Une sélection de clips des années 1990, 2000 et 2010.
- Ultimate Rap & RnB (2 heures/jour) : playlist. Une sélection de clips urbaines.
- Club Caliente! (4 heures/vendredi et samedi) : playlist. Une sélection de clips reggaeton et latino.
- Big Tunes! (13h-19h et 23h-7h) : playlist normal.
- Non-Stop Bangerz! (dimanche 20h-minuit) : playlist normal.

## Annexe